# Raz Meir
Yosef Raz Meir (tiếng Hebrew: יוסף רז מאיר; sinh ngày 30 tháng 11 năm 1996) là cầu thủ bóng đá chuyên nghiệp người Israel hiện đang thi đấu ở vị trí hậu vệ cánh phải cho câu lạc bộ RKC Waalwijk tại Eredivisie.

## Đầu đời
Meir được sinh ra ở Rishon LeZion, Israel, trong một gia đình người Do Thái.

## Sự nghiệp thi đấu
Meir bắt đầu chơi bóng ở đội trẻ của câu lạc bộ Hapoel Rishon LeZion. Vào ngày 25 tháng 10 năm 2013, anh có trận ra mắt đội bóng, khi được đá chính trong trận thua 0-3 trước Hapoel Katmon Jerusalem. Vào tháng 1 năm 2014, anh gia nhập đội trẻ của Maccabi Haifa. Cuối mùa giải, anh đã giành được cú đúp danh hiệu cùng đội trẻ. Vào ngày 17 tháng 5 năm 2014, anh ra mắt cho đội 1 của đội bóng, khi vào sân thay người trong trận hòa 1-1 trước Hapoel Beer Sheva ở vòng đấu cuối cùng của mùa giải 2013-14, và trong mùa giải tiếp theo, anh tiếp tục chơi ở đội trẻ.
Mùa hè năm 2015, anh được cho mượn tại Bnei Yehuda Tel Aviv. Vào ngày 8 tháng 8 năm 2015, anh có trận ra mắt đội bóng, khi vào sân thay người và ghi bàn thắng thứ hai trong chiến thắng 2-0 trước Hapoel Tel Aviv tại Cúp Toto. Ở vòng 16 đội, anh đã ghi bàn thắng quyết định vào lưới Ashdod Sports Club.
Vào ngày 19 tháng 7 năm 2016, anh được cho mượn tại câu lạc bộ Hapoel Ashkelon, và ở đó, huấn luyện viên Yuval Naim chuyển anh sang vị trí hậu vệ cánh phải. Anh có 26 lần ra sân trong mùa giải 2016-17 và ghi một bàn trong chiến thắng 2-0 trước Hapoel Ra'anana, giúp đội trụ lại giải đấu.
Trước mùa giải 2017-18, anh trở lại Maccabi Haifa, có 16 lần ra sân. Dưới sự dẫn dắt của huấn luyện viên Marco Belbol, được bổ nhiệm vào tháng 12 năm 2018, anh được ra sân nhiều hơn và trong một số trận đấu, anh được chỉ định thi đấu ở vị trí hậu vệ cánh trái.
Trong mùa giải 2020-21, anh ra sân 27 lần và ghi được 1 bàn thắng, góp công trong chức vô địch quốc nội lần đầu tiên sau 1 thập kỷ của đội bóng. Đó cũng là danh hiệu đầu tiên trong sự nghiệp của Meir.
Trước mùa giải 2021-22, anh đã gia hạn hợp đồng cho đến hết năm 2024. Trong mùa giải 2021-22, anh ra sân 40 trận trên mọi đấu trường, 19 trong số đó là ở giải quốc nội. Maccabi Haifa giành được danh hiệu quốc nội lần thứ hai liên tiếp và Cúp Toto trong mùa giải. Tuy nhiên, anh dính chấn thương khớp xương chậu và phải phẫu thuật, khiến anh phải kết thúc mùa giải sớm và không tham gia các trận playoff vào tháng 3 năm 2022.
Ở mùa giải 2022-23, anh ra sân 15 lần và ghi được một bàn thắng. Cuối mùa giải, đội bóng giành chức vô địch quốc nội lần thứ ba liên tiếp.
Vào ngày 27 tháng 6 năm 2023, anh ký hợp đồng với câu lạc bộ RKC Waalwijk tại Eredivisie. Anh có trận ra mắt đội bóng vào ngày 12 tháng 8, trận thua 3-1 trước SC Heerenveen.

## Sự nghiệp quốc tế
Meir đại diện cho Israel từ cấp độ U-17 đến U-21 từ năm 2012.

## Danh hiệu
Maccabi Haifa
- Giải bóng đá Ngoại hạng Israel: 2020–21, 2021–22, 2022–23
- Cúp Toto: 2021–22
- Siêu cúp bóng đá Israel: 2021